# Gliwice Kuźnica
Gliwice Kuźnica – przystanek osobowy w Gliwicach, w województwie śląskim.

## Ruch pasażerski
| Rok  | Wymiana pasażerska na dobę |
| ---- | -------------------------- |
| 2017 | 20-49                      |
| 2022 | 20-49                      |

## Informacje ogólne
Zatrzymują się tutaj tylko pociągi osobowe. Przystanek został zmodernizowany w 2010 roku.